# دیوید ئی. گرین
دیوید ئی. گرین (انگلیسی: David E. Green؛ ۵ اوت ۱۹۱۰ – ۸ ژوئیهٔ ۱۹۸۳) یک دانشمند در زمینه زیست‌شیمی اهل ایالات متحده آمریکا بود.